# Shin, Syria
Shin (tiếng Ả Rập: شين Shîn) là một thị trấn ở phía tây bắc Syria, một phần hành chính của Tỉnh Homs, nằm ở phía tây Homs. Các địa phương lân cận bao gồm Rabah ở phía bắc, al-Mahfurah ở phía đông bắc, Tarin ở phía đông, Suwayri ở phía đông nam, Hadidah ở phía nam, Mizyeneh và al-Huwash ở phía tây nam và Muqlus ở phía tây bắc.
Theo Cục Thống kê Trung ương Syria (CBS), Shin có dân số 13.020 trong cuộc điều tra dân số năm 2004. Đây là trung tâm hành chính của Shin nahiyah ("phó huyện") bao gồm 22 địa phương với dân số tập thể là 27.951 vào năm 2004. Cư dân của thị trấn chủ yếu là người Sunni và Alawites. Mặc dù nhiều người đã chuyển đổi sang giáo phái Alawite Alawite của Sulayman al-Murshid (được gọi là Murshidian) trong thời kỳ Pháp ủy (1920-46), dân số đã đọc được đức tin Alawite chính thống kể từ đó.

## Từ nguyên
Cái tên Shin có thể đến từ 2 nguồn ngôn ngữ Syriac và nó có nghĩa là mặt trăng, và ngôn ngữ Aramaic và nó có nghĩa là hòa bình

## Lịch sử
Thị trấn đã được xây dựng trên Arameans Khirbat (Thị trấn), và có nhiều tàn tích của Aramaians cũ Phần lớn dân số được sử dụng để làm nông nghiệp, trồng Ô liu, Lúa mì, Quả sung và Táo,